# Ellinah Wamukoya
Ellinah Ntombi Wamukoya (1951 - 19 tháng 1 năm 2021) là một giám mục Anh giáo người Eswatini.
Năm 2012, Wamukoya được bầu làm giám mục của Giáo phận Anh giáo Swaziland và bà giữ chức vụ này cho đến khi qua đời vào năm 2021. Bà là người phụ nữ đầu tiên được bầu làm giám mục của Giáo hội Anh giáo ở châu Phi. Năm 2016, Wamukoya được liệt vào danh sách 100 Phụ nữ của BBC.

## Thời trẻ
Wamukoya từng học tại các trường đại học của Botswana, Lesotho và Eswatini. Bà là tuyên úy của Đại học Eswatini và của Trường Trung học St. Michael ở Manzini, cũng như là Thư ký và Giám đốc điều hành của Hội đồng Thành phố Manzini.

## Trở thành giám mục
Wamukoya ban đầu không phải là ứng cử viên để kế nhiệm Meshack Mabuza làm Giám mục Anh giáo của Eswatini, nhưng sau bảy lần bầu cử bất phân thắng bại, bà đã được 2/3 đa số thành viên của Hội đồng bầu cử bầu vào ngày 18 tháng 7 năm 2012. Bà được thánh hiến vào ngày 17 tháng 11 năm 2012 bởi Tổng Giám mục Thabo Makgoba, người đã gọi đây là "một dịp trọng đại". Không có đại diện chính thức nào của quốc vương Eswatini, Mswati III tham dự buổi lễ. Buổi lễ được tham dự bởi David Dinkebogile, người nói rằng Wamukoya là một giám mục, "không phải phụ nữ da đen, không phải là người châu Phi, không phải phụ nữ Eswatini" và "Bà ấy phải trở thành mục sư của tất cả mọi người, cho nam giới và phụ nữ, người da đen và trắng, cho người Swazi và tất cả những thành viên khác trong giáo phận của bà".
Sau đó, bà thừa nhận rằng việc trở thành nữ giám mục đầu tiên trong nhà thờ Anh giáo mang một trọng trách lớn và trách nhiệm của bà là phải chứng minh rằng phụ nữ phù hợp với vai trò này, nói thêm "Tôi biết rằng cả thế giới đang theo dõi tôi để xem liệu tôi có chuyển giao hay không." Bà đã đến thăm Ireland vào năm 2015, thuyết giảng tại Nhà thờ St Macartin, Enniskillen vào ngày 25 tháng 1.

## Qua đời
Bà qua đời năm 2021 trong đại dịch COVID-19 tại Eswatini, thọ 69 tuổi.